# Europees kampioenschap voetbal mannen onder 19 - 2010 (kwalificatie)
De kwalificatie voor het Europees kampioenschap voetbal voor mannen onder 19 jaar van 2010 werd gespeeld tussen 23 september 2009 en 31 mei 2010. Er zouden in totaal zeven landen kwalificeren voor het eindtoernooi dat in juli 2010 heeft plaatsgevonden in Frankrijk. Spelers die geboren zijn na 1 januari 1991 mochten deelnemen. Frankrijk hoefde geen kwalificatiewedstrijden te spelen, dit land was als gastland automatisch gekwalificeerd. In totaal deden er 52 landen van de UEFA mee.

## Gekwalificeerde landen
| # | Land       | Gekwalificeerd als          | Beste prestatie                     |
| - | ---------- | --------------------------- | ----------------------------------- |
| 1 | Frankrijk  | Gastland                    | Kampioen (2005)                     |
| 2 | Kroatië    | Eliteronde: Winnaar groep 1 | Debuut                              |
| 3 | Portugal   | Eliteronde: Winnaar groep 2 | Tweede (2003)                       |
| 4 | Engeland   | Eliteronde: Winnaar groep 3 | Tweede (2005 en 2009)               |
| 5 | Spanje     | Eliteronde: Winnaar groep 4 | Kampioen (2002, 2004, 2006 en 2007) |
| 6 | Italië     | Eliteronde: Winnaar groep 5 | Kampioen (2003)                     |
| 7 | Nederland  | Eliteronde: Winnaar groep 6 | Debuut                              |
| 8 | Oostenrijk | Eliteronde: Winnaar groep 7 | Halve finale (2003 en 2006)         |

## Kwalificatieronde

### Groep 1
De wedstrijden werden gespeeld tussen 13 november en 18 november in San Marino.
| Pos | Team       | Wed | W | G | V | Ptn | DV | DT | +/− | Kwalificatie              |   | ITA | IRL | ALB | SMR |
| --- | ---------- | --- | - | - | - | --- | -- | -- | --- | ------------------------- | - | --- | --- | --- | --- |
| 1   | Italië     | 3   | 3 | 0 | 0 | 9   | 11 | 0  | +11 | Geplaatst voor eliteronde |   | —   | 2–0 | 5–0 | 2–0 |
| 2   | Ierland    | 3   | 2 | 0 | 1 | 6   | 7  | 2  | +5  | Geplaatst voor eliteronde |   | —   | —   | 2–0 | 5–0 |
| 3   | Albanië    | 3   | 1 | 0 | 2 | 3   | 4  | 8  | −4  |                           |   | —   | —   | —   | 4–1 |
| 4   | San Marino | 3   | 0 | 0 | 3 | 0   | 1  | 13 | −12 |                           | — | —   | —   | —   |     |

### Groep 2
De wedstrijden werden gespeeld tussen 9 oktober en 14 oktober in Slovenië.
| Pos | Team      | Wed | W | G | V | Ptn | DV | DT | +/− | Kwalificatie              |   | ENG | SVK | FIN | SLO |
| --- | --------- | --- | - | - | - | --- | -- | -- | --- | ------------------------- | - | --- | --- | --- | --- |
| 1   | Engeland  | 3   | 3 | 0 | 0 | 9   | 8  | 2  | +6  | Geplaatst voor eliteronde |   | —   | 2–0 | 3–1 | 3–1 |
| 2   | Slowakije | 3   | 2 | 0 | 1 | 6   | 5  | 2  | +3  | Geplaatst voor eliteronde |   | —   | —   | 4–0 | 1–0 |
| 3   | Finland   | 3   | 1 | 0 | 2 | 3   | 3  | 7  | −4  |                           |   | —   | —   | —   | 2–0 |
| 4   | Slovenië  | 3   | 0 | 0 | 3 | 0   | 1  | 6  | −5  |                           | — | —   | —   | —   |     |

### Groep 3
De wedstrijden werden gespeeld tussen 7 oktober en 12 oktober in Luxemburg.
| Pos | Team      | Wed | W | G | V | Ptn | DV | DT | +/− | Kwalificatie              |   | TUR | GER | MDA | LUX |
| --- | --------- | --- | - | - | - | --- | -- | -- | --- | ------------------------- | - | --- | --- | --- | --- |
| 1   | Turkije   | 3   | 2 | 1 | 0 | 7   | 4  | 2  | +2  | Geplaatst voor eliteronde |   | —   | 2–1 | 1–0 | 1–1 |
| 2   | Duitsland | 3   | 2 | 0 | 1 | 6   | 9  | 2  | +7  | Geplaatst voor eliteronde |   | —   | —   | 5–0 | 3–0 |
| 3   | Moldavië  | 3   | 1 | 0 | 2 | 3   | 2  | 7  | −5  |                           |   | —   | —   | —   | 2–1 |
| 4   | Luxemburg | 3   | 0 | 1 | 2 | 1   | 2  | 6  | −4  |                           | — | —   | —   | —   |     |

### Groep 4
De wedstrijden werden gespeeld tussen 23 september en 28 september in Litouwen.
| Pos | Team        | Wed | W | G | V | Ptn | DV | DT | +/− | Kwalificatie              |   | CRO | SUI | LTU | EST |
| --- | ----------- | --- | - | - | - | --- | -- | -- | --- | ------------------------- | - | --- | --- | --- | --- |
| 1   | Kroatië     | 3   | 3 | 0 | 0 | 9   | 6  | 1  | +5  | Geplaatst voor eliteronde |   | —   | 1–0 | 2–1 | 3–0 |
| 2   | Zwitserland | 3   | 2 | 0 | 1 | 6   | 10 | 1  | +9  | Geplaatst voor eliteronde |   | —   | —   | 5–0 | 5–0 |
| 3   | Litouwen    | 3   | 1 | 0 | 2 | 3   | 3  | 8  | −5  |                           |   | —   | —   | —   | 2–1 |
| 4   | Estland     | 3   | 0 | 0 | 3 | 0   | 1  | 10 | −9  |                           | — | —   | —   | —   |     |

### Groep 5
De wedstrijden werden gespeeld tussen 6 oktober en 11 oktober in Servië.
| Pos | Team        | Wed | W | G | V | Ptn | DV | DT | +/− | Kwalificatie              |   | SRB | GRE | FAR | BLR |
| --- | ----------- | --- | - | - | - | --- | -- | -- | --- | ------------------------- | - | --- | --- | --- | --- |
| 1   | Servië      | 3   | 3 | 0 | 0 | 9   | 8  | 0  | +8  | Geplaatst voor eliteronde |   | —   | 1–0 | 2–0 | 5–0 |
| 2   | Griekenland | 3   | 2 | 0 | 1 | 6   | 3  | 1  | +2  | Geplaatst voor eliteronde |   | —   | —   | 2–0 | 1–0 |
| 3   | Faeröer     | 3   | 0 | 1 | 2 | 1   | 0  | 4  | −4  |                           |   | —   | —   | —   | 0–0 |
| 4   | Wit-Rusland | 3   | 0 | 1 | 2 | 1   | 0  | 6  | −6  |                           | — | —   | —   | —   |     |

### Groep 6
De wedstrijden werden gespeeld tussen 10 oktober en 15 oktober in Oostenrijk.
| Pos | Team       | Wed | W | G | V | Ptn | DV | DT | +/− | Kwalificatie              |  | SCO | ROM | AUT | ARM |
| --- | ---------- | --- | - | - | - | --- | -- | -- | --- | ------------------------- |  | --- | --- | --- | --- |
| 1   | Schotland  | 3   | 2 | 0 | 1 | 6   | 9  | 2  | +7  | Geplaatst voor eliteronde |  | —   | 3–0 | 0–1 | 6–1 |
| 2   | Roemenië   | 3   | 2 | 0 | 1 | 6   | 5  | 3  | +2  | Geplaatst voor eliteronde |  | —   | —   | 4–0 | 1–0 |
| 3   | Oostenrijk | 3   | 2 | 0 | 1 | 6   | 6  | 5  | +1  | Geplaatst voor eliteronde |  | —   | —   | —   | 5–1 |
| 4   | Armenië    | 3   | 0 | 0 | 3 | 0   | 2  | 12 | −10 |                           |  | —   | —   | —   | —   |

### Groep 7
De wedstrijden werden gespeeld tussen 7 oktober en 12 oktober in Bosnië en Herzegovina.
| Pos | Team                  | Wed | W | G | V | Ptn | DV | DT | +/− | Kwalificatie              |   | BIH | NIR | ISL | BUL |
| --- | --------------------- | --- | - | - | - | --- | -- | -- | --- | ------------------------- | - | --- | --- | --- | --- |
| 1   | Bosnië en Herzegovina | 3   | 2 | 0 | 1 | 6   | 3  | 5  | −2  | Geplaatst voor eliteronde |   | —   | 0–4 | 1–0 | 2–1 |
| 2   | Noord-Ierland         | 3   | 1 | 2 | 0 | 5   | 5  | 1  | +4  | Geplaatst voor eliteronde |   | —   | —   | 0–0 | 1–1 |
| 3   | IJsland               | 3   | 1 | 1 | 1 | 4   | 3  | 3  | 0   |                           |   | —   | —   | —   | 3–2 |
| 4   | Bulgarije             | 3   | 0 | 1 | 2 | 1   | 4  | 6  | −2  |                           | — | —   | —   | —   |     |

### Groep 8
De wedstrijden werden gespeeld tussen 3 november en 8 november in Spanje.
| Pos | Team            | Wed | W | G | V | Ptn | DV | DT | +/− | Kwalificatie              |   | POR | ESP | WAL | MKD |
| --- | --------------- | --- | - | - | - | --- | -- | -- | --- | ------------------------- | - | --- | --- | --- | --- |
| 1   | Portugal        | 3   | 3 | 0 | 0 | 9   | 7  | 0  | +7  | Geplaatst voor eliteronde |   | —   | 1–0 | 3–0 | 3–0 |
| 2   | Spanje          | 3   | 2 | 0 | 1 | 6   | 6  | 2  | +4  | Geplaatst voor eliteronde |   | —   | —   | 1–0 | 5–1 |
| 3   | Wales           | 3   | 1 | 0 | 2 | 3   | 3  | 5  | −2  |                           |   | —   | —   | —   | 3–1 |
| 4   | Noord-Macedonië | 3   | 0 | 0 | 3 | 0   | 2  | 11 | −9  |                           | — | —   | —   | —   |     |

### Groep 9
De wedstrijden werden gespeeld tussen 23 oktober en 28 oktober in Hongarije.
| Pos | Team          | Wed | W | G | V | Ptn | DV | DT | +/− | Kwalificatie              |   | RUS | HUN | LAT | LIE |
| --- | ------------- | --- | - | - | - | --- | -- | -- | --- | ------------------------- | - | --- | --- | --- | --- |
| 1   | Rusland       | 3   | 2 | 1 | 0 | 7   | 9  | 2  | +7  | Geplaatst voor eliteronde |   | —   | 2–1 | 1–1 | 6–0 |
| 2   | Hongarije     | 3   | 2 | 0 | 1 | 6   | 10 | 3  | +7  | Geplaatst voor eliteronde |   | —   | —   | 5–1 | 4–0 |
| 3   | Letland       | 3   | 1 | 1 | 1 | 4   | 6  | 6  | 0   |                           |   | —   | —   | —   | 4–0 |
| 4   | Liechtenstein | 3   | 0 | 0 | 3 | 0   | 0  | 14 | −14 |                           | — | —   | —   | —   |     |

### Groep 10
De wedstrijden werden gespeeld tussen 12 november en 17 november in Malta.
| Pos | Team      | Wed | W | G | V | Ptn | DV | DT | +/− | Kwalificatie              |   | NED | CZE | MLT | CYP |
| --- | --------- | --- | - | - | - | --- | -- | -- | --- | ------------------------- | - | --- | --- | --- | --- |
| 1   | Nederland | 3   | 3 | 0 | 0 | 9   | 7  | 1  | +6  | Geplaatst voor eliteronde |   | —   | 1–0 | 1–0 | 5–1 |
| 2   | Tsjechië  | 3   | 2 | 0 | 1 | 6   | 7  | 2  | +5  | Geplaatst voor eliteronde |   | —   | —   | 4–0 | 3–1 |
| 3   | Malta     | 3   | 0 | 1 | 2 | 1   | 1  | 6  | −5  |                           |   | —   | —   | —   | 1–1 |
| 4   | Cyprus    | 3   | 0 | 1 | 2 | 1   | 3  | 9  | −6  |                           | — | —   | —   | —   |     |

### Groep 11
De wedstrijden werden gespeeld tussen 13 november en 18 november in België.
| Pos | Team       | Wed | W | G | V | Ptn | DV | DT | +/− | Kwalificatie              |   | NOR | BEL | KAZ | AND |
| --- | ---------- | --- | - | - | - | --- | -- | -- | --- | ------------------------- | - | --- | --- | --- | --- |
| 1   | Noorwegen  | 3   | 3 | 0 | 0 | 9   | 11 | 2  | +9  | Geplaatst voor eliteronde |   | —   | 4–2 | 2–0 | 5–0 |
| 2   | België     | 3   | 2 | 0 | 1 | 6   | 10 | 4  | +6  | Geplaatst voor eliteronde |   | —   | —   | 4–0 | 4–0 |
| 3   | Kazachstan | 3   | 1 | 0 | 2 | 3   | 2  | 7  | −5  |                           |   | —   | —   | —   | 2–1 |
| 4   | Andorra    | 3   | 0 | 0 | 3 | 0   | 1  | 11 | −10 |                           | — | —   | —   | —   |     |

### Groep 12
De wedstrijden werden gespeeld tussen 9 oktober en 14 oktober in Zweden.
| Pos | Team       | Wed | W | G | V | Ptn | DV | DT | +/− | Kwalificatie              |   | UKR | MNE | GEO | SWE |
| --- | ---------- | --- | - | - | - | --- | -- | -- | --- | ------------------------- | - | --- | --- | --- | --- |
| 1   | Oekraïne   | 3   | 2 | 1 | 0 | 7   | 3  | 1  | +2  | Geplaatst voor eliteronde |   | —   | 1–1 | 1–0 | 1–0 |
| 2   | Montenegro | 3   | 0 | 3 | 0 | 3   | 2  | 2  | 0   | Geplaatst voor eliteronde |   | —   | —   | 1–1 | 0–0 |
| 3   | Georgië    | 3   | 0 | 2 | 1 | 2   | 1  | 2  | −1  |                           |   | —   | —   | —   | 0–0 |
| 4   | Zweden     | 3   | 0 | 2 | 1 | 2   | 0  | 1  | −1  |                           | — | —   | —   | —   |     |

### Groep 13
De wedstrijden werden gespeeld tussen 9 oktober en 14 oktober in Israël.
| Pos | Team         | Wed | W | G | V | Ptn | DV | DT | +/− | Kwalificatie              |  | DEN | AZE | POL | ISR |
| --- | ------------ | --- | - | - | - | --- | -- | -- | --- | ------------------------- |  | --- | --- | --- | --- |
| 1   | Denemarken   | 3   | 2 | 0 | 1 | 6   | 5  | 2  | +3  | Geplaatst voor eliteronde |  | —   | 3–0 | 1–2 | 1–0 |
| 2   | Azerbeidzjan | 3   | 2 | 0 | 1 | 6   | 5  | 4  | +1  | Geplaatst voor eliteronde |  | —   | —   | 2–1 | 3–0 |
| 3   | Polen        | 3   | 1 | 1 | 1 | 4   | 4  | 4  | 0   | Geplaatst voor eliteronde |  | —   | —   | —   | 1–1 |
| 4   | Israël       | 3   | 0 | 1 | 2 | 1   | 1  | 5  | −4  |                           |  | —   | —   | —   | —   |

### Ranking nummers 3
Bij de ranking werd gekeken naar de wedstrijden die de nummers drie in de poule speelden tegen de nummers 1 en 2 uit de groep. De wedstrijden tegen het land dat vierde eindigde werden dus niet meegerekend. De twee beste landen, Polen en Oostenrijk, kwalificeerden zich voor de eliteronde.
| Grp | Team       | Wed | W | G | V | Ptn | DV | DT | +/− | Kwalificatie                       |
| --- | ---------- | --- | - | - | - | --- | -- | -- | --- | ---------------------------------- |
| 13  | Polen      | 2   | 1 | 0 | 1 | 3   | 3  | 3  | 0   | Gekwalificeerd voor de eliteronde. |
| 6   | Oostenrijk | 2   | 1 | 0 | 1 | 3   | 1  | 4  | −3  | Gekwalificeerd voor de eliteronde. |
| 12  | Georgië    | 2   | 0 | 1 | 1 | 1   | 1  | 2  | −1  |                                    |
| 7   | IJsland    | 2   | 0 | 1 | 1 | 1   | 0  | 1  | −1  |                                    |
| 9   | Letland    | 2   | 0 | 1 | 1 | 1   | 2  | 6  | −4  |                                    |
| 5   | Faeröer    | 2   | 0 | 0 | 2 | 0   | 0  | 4  | −4  |                                    |
| 8   | Wales      | 2   | 0 | 0 | 2 | 0   | 0  | 4  | −4  |                                    |
| 10  | Malta      | 2   | 0 | 0 | 2 | 0   | 0  | 5  | −5  |                                    |
| 2   | Finland    | 2   | 0 | 0 | 2 | 0   | 1  | 7  | −6  |                                    |
| 4   | Litouwen   | 2   | 0 | 0 | 2 | 0   | 1  | 7  | −6  |                                    |
| 11  | Kazachstan | 2   | 0 | 0 | 2 | 0   | 0  | 6  | −6  |                                    |
| 3   | Moldavië   | 2   | 0 | 0 | 2 | 0   | 0  | 6  | −6  |                                    |
| 1   | Albanië    | 2   | 0 | 0 | 2 | 0   | 0  | 7  | −7  |                                    |

## Loting eliteronde
| Pot A                                                       | Pot B                                                              | Pot C                                                        | Pot D                                                                                    |
| ----------------------------------------------------------- | ------------------------------------------------------------------ | ------------------------------------------------------------ | ---------------------------------------------------------------------------------------- |
| Italië Noorwegen Servië Portugal Engeland Nederland Kroatië | Rusland Turkije Oekraïne Zwitserland Hongarije Duitsland Schotland | België Tsjechië Ierland Spanje Denemarken Slowakije Roemenië | Griekenland Oostenrijk Azerbeidzjan Bosnië en Herzegovina Noord-Ierland Polen Montenegro |

## Eliteronde

### Groep 1
De wedstrijden vonden plaats tussen 19 mei en 24 mei in Kroatië.
| Pos | Team       | Wed | W | G | V | Ptn | DV | DT | +/− | Kwalificatie                      |   | CRO | BEL | SCO | MNE |
| --- | ---------- | --- | - | - | - | --- | -- | -- | --- | --------------------------------- | - | --- | --- | --- | --- |
| 1   | Kroatië    | 3   | 3 | 0 | 0 | 9   | 6  | 1  | +5  | Geplaatst voor het hoofdtoernooi. |   | —   | 2–1 | 1–0 | 3–0 |
| 2   | België     | 3   | 2 | 0 | 1 | 6   | 7  | 4  | +3  |                                   |   | —   | —   | 2–1 | 4–1 |
| 3   | Schotland  | 3   | 1 | 0 | 2 | 3   | 5  | 3  | +2  |                                   | — | —   | —   | 4–0 |     |
| 4   | Montenegro | 3   | 0 | 0 | 3 | 0   | 1  | 11 | −10 |                                   | — | —   | —   | —   |     |

### Groep 2
De wedstrijden vonden plaats tussen 2 mei en 8 mei in Hongarije.
| Pos | Team        | Wed | W | G | V | Ptn | DV | DT | +/− | Kwalificatie                      |   | POR | GRE | HUN | ROM |
| --- | ----------- | --- | - | - | - | --- | -- | -- | --- | --------------------------------- | - | --- | --- | --- | --- |
| 1   | Portugal    | 3   | 2 | 1 | 0 | 7   | 7  | 4  | +3  | Geplaatst voor het hoofdtoernooi. |   | —   | 1–1 | 3–2 | 3–1 |
| 2   | Griekenland | 3   | 2 | 1 | 0 | 7   | 4  | 1  | +3  |                                   |   | —   | —   | 1–0 | 2–0 |
| 3   | Hongarije   | 3   | 1 | 0 | 2 | 3   | 5  | 4  | +1  |                                   | — | —   | —   | 3–0 |     |
| 4   | Roemenië    | 3   | 0 | 0 | 3 | 0   | 1  | 8  | −7  |                                   | — | —   | —   | —   |     |

### Groep 3
De wedstrijden vonden plaats tussen 26 mei en 31 mei in Oekraïne.
| Pos | Team                  | Wed | W | G | V | Ptn | DV | DT | +/− | Kwalificatie                      |   | ENG | IRL | UKR | BIH |
| --- | --------------------- | --- | - | - | - | --- | -- | -- | --- | --------------------------------- | - | --- | --- | --- | --- |
| 1   | Engeland              | 3   | 2 | 1 | 0 | 7   | 6  | 1  | +5  | Geplaatst voor het hoofdtoernooi. |   | —   | 1–0 | 1–1 | 4–0 |
| 2   | Ierland               | 3   | 2 | 0 | 1 | 6   | 2  | 1  | +1  |                                   |   | —   | —   | 1–0 | 1–0 |
| 3   | Oekraïne              | 3   | 1 | 1 | 1 | 4   | 5  | 3  | +2  |                                   | — | —   | —   | 4–1 |     |
| 4   | Bosnië en Herzegovina | 3   | 0 | 0 | 3 | 0   | 1  | 9  | −8  |                                   | — | —   | —   | —   |     |

### Groep 4
De wedstrijden vonden plaats tussen 14 april en 19 april in Turkije.
| Pos | Team         | Wed | W | G | V | Ptn | DV | DT | +/− | Kwalificatie                      |   | ESP | TUR | NOR | AZE |
| --- | ------------ | --- | - | - | - | --- | -- | -- | --- | --------------------------------- | - | --- | --- | --- | --- |
| 1   | Spanje       | 3   | 2 | 1 | 0 | 7   | 8  | 3  | +5  | Geplaatst voor het hoofdtoernooi. |   | —   | 3–2 | 1–1 | 4–0 |
| 2   | Turkije      | 3   | 2 | 0 | 1 | 6   | 6  | 4  | +2  |                                   |   | —   | —   | 2–1 | 2–0 |
| 3   | Noorwegen    | 3   | 0 | 2 | 1 | 2   | 3  | 4  | −1  |                                   | — | —   | —   | 1–1 |     |
| 4   | Azerbeidzjan | 3   | 0 | 1 | 2 | 1   | 1  | 7  | −6  |                                   | — | —   | —   | —   |     |

### Groep 5
De wedstrijden vonden plaats tussen 21 mei en 26 mei in Rusland.
| Pos | Team          | Wed | W | G | V | Ptn | DV | DT | +/− | Kwalificatie                      |   | ITA | RUS | CZE | NIR |
| --- | ------------- | --- | - | - | - | --- | -- | -- | --- | --------------------------------- | - | --- | --- | --- | --- |
| 1   | Italië        | 3   | 2 | 0 | 1 | 6   | 6  | 5  | +1  | Geplaatst voor het hoofdtoernooi. |   | —   | 1–3 | 2–0 | 3–2 |
| 2   | Rusland       | 3   | 1 | 2 | 0 | 5   | 8  | 6  | +2  |                                   |   | —   | —   | 3–3 | 2–2 |
| 3   | Tsjechië      | 3   | 1 | 1 | 1 | 4   | 6  | 6  | 0   |                                   | — | —   | —   | 3–1 |     |
| 4   | Noord-Ierland | 3   | 0 | 1 | 2 | 1   | 5  | 8  | −3  |                                   | — | —   | —   | —   |     |

### Groep 6
De wedstrijden vonden plaats tussen 18 mei en 23 mei in Nederland.
| Pos | Team      | Wed | W | G | V | Ptn | DV | DT | +/− | Kwalificatie                      |   | NED | SVK | GER | POL |
| --- | --------- | --- | - | - | - | --- | -- | -- | --- | --------------------------------- | - | --- | --- | --- | --- |
| 1   | Nederland | 3   | 2 | 1 | 0 | 7   | 5  | 0  | +5  | Geplaatst voor het hoofdtoernooi. |   | —   | 0–0 | 3–0 | 2–0 |
| 2   | Slowakije | 3   | 1 | 1 | 1 | 4   | 2  | 2  | 0   |                                   |   | —   | —   | 2–1 | 0–1 |
| 3   | Duitsland | 3   | 1 | 0 | 2 | 3   | 5  | 6  | −1  |                                   | — | —   | —   | 4–1 |     |
| 4   | Polen     | 3   | 1 | 0 | 2 | 3   | 2  | 6  | −4  |                                   | — | —   | —   | —   |     |

### Groep 7
De wedstrijden vonden plaats tussen 25 mei en 30 mei in Oostenrijk.
| Pos | Team        | Wed | W | G | V | Ptn | DV | DT | +/− | Kwalificatie                      |   | AUT | SRB | DEN | SUI |
| --- | ----------- | --- | - | - | - | --- | -- | -- | --- | --------------------------------- | - | --- | --- | --- | --- |
| 1   | Oostenrijk  | 3   | 2 | 0 | 1 | 6   | 8  | 6  | +2  | Geplaatst voor het hoofdtoernooi. |   | —   | 2–0 | 4–3 | 2–3 |
| 2   | Servië      | 3   | 2 | 0 | 1 | 6   | 7  | 6  | +1  |                                   |   | —   | —   | 3–2 | 4–2 |
| 3   | Denemarken  | 3   | 1 | 0 | 2 | 3   | 6  | 7  | −1  |                                   | — | —   | —   | 1–0 |     |
| 4   | Zwitserland | 3   | 1 | 0 | 2 | 3   | 5  | 7  | −2  |                                   | — | —   | —   | —   |     |